# Краткое наставление в любви
«Краткое наставление в любви»— советский фильм 1982 года режиссёра Имантс Кренбергс, по мотивам рассказов Рудольфа Блауманиса.

## Сюжет
Сельскому парню Янису пришла пора жениться. Красавиц в селе много, и многие мамаши хотели бы пристроить своих засидевшихся в девках дочерей за хорошего парня. Но как узнать — кому нужен он сам, а кому его дом и хозяйство? Хитрый и весёлый парень, прикинувшись глухим, быстро разобрался в невестах и находит ту кого искал: верную спутницу жизни и преданную помощницу в нелегком крестьянском труде.

## В ролях
- Роландс Загорскис — Янис
- Эдуардс Павулс — Пакулс
- Эсмералда Эрмале — Илзе
- Майя Эглите — Алида
- Диана Занде — Роза
- Анда Зайце — Магоне, дочь трактирщика
- Лилита Озолиня — Анна
- Лаймдота Шуркуса — Заплизе
- Эрика Ферда — мать Анны
- Улдис Пуцитис — Вейш
- Айварс Силиньш — Юрис
- Элина Треймане — Лизиня
- Гунарс Плаценс — Висварис
- Освалдс Берзиньш — отец Яниса
- Хелена Романова — мать Яна
- Антра Лиедскалныня — Пипетая
- Светлана Блесс-Путе — Тергатая
- Илга Витола — Пукстетая
- Артур Экис — трактирщик
- Айя Баумане — жена трактирщика
- Улдис Ваздикс — работник на мельнице
- Александр Румянцев — Рейнис
- Артурс Блукс — Теофилс
- Янис Пирвиц — доктор
- Алфредс Саусне — звонарь
- Эдгарс Лиепиньш — певец на ярмарке
- Ляля Чёрная — гадалка на ярмарке
- Эгонс Бесерис — городовой